# Сладководненский сельский совет (Розовский район)
Сладководненский сельский совет (укр. Солодководненська сільська рада) — входит в состав
Розовского района
Запорожской области
Украины.
Административный центр сельского совета находится в 
с. Сладководное.

## Населённые пункты совета
- с. Сладководное
- с. Верховка
- с. Запорожское
- с. Ивановка
- с. Кобыльное
- с. Форойс